# الانجيك (سنجك)
الانجيك (بالكردية: Lagîn‏) (بالتركية: Alancık)‏ هي قرية كرديّة رشوانيّة تتبع إداريّاً لمديرية سنجك في محافظة أديامان التركية، بلغ عدد سكانها 578 نسمة في عام 2021 ويتبعها نجع كوسران.